# IC 1190
IC 1190 је спирална галаксија у сазвјежђу Херкул која се налази на листи објеката дубоког неба у Индекс каталогу.
Деклинација објекта је + 18° 13' 14" а ректасцензија 16h 5m 52,4s. Привидна величина (магнитуда) објекта IC 1190 износи 14,8 а фотографска магнитуда 15,6. Налази се на удаљености од 160,352 милиона парсека од Сунца. IC 1190 је још познат и под ознакама UGC 10195, MCG 3-41-113, CGCG 108-136, DRCG 34-128, PGC 57111.